# Александр Фердинанд Прусский
 Александр Прусский (полное имя —  Александр Фердинанд Альбрехт Ахилл-Вильгельм Иосиф Виктор Карл Теодор фон Гогенцоллерн) (нем. Alexander Ferdinand Albrecht Achilles Wilhelm Joseph Viktor Karl Feodor von Hohenzollern; 26 декабря 1912, Потсдам, Пруссия — 12 июня 1985, Висбаден) — принц Прусский, представитель династии Гогенцоллернов.

## Ранняя жизнь
Родился 26 декабря 1912 года в Берлине. Единственный сын принца Августа Вильгельма Прусского (1887—1949) и его супруги, принцессы Александры Виктории Шлезвиг-Гольштейн-Зондкрбург-Глюксбургской (1887—1957). Внук последнего германского кайзера и прусского короля Вильгельма II
Его родители развелись в 1920 году. Его мать меньше чем через год снова вышла замуж за Арнольда Руманна, а затем уехала в США. Александр находился под опекой своего отца.
В 1932 году принц Александр участвовал в свадьбе шведского принца Густава Адольфа, герцога Вестерботтена, и принцессы Сибиллы Саксен-Кобург-Готской в бывшем герцогстве Саксен-Кобург-Гота.

## Нацистская партия и военная карьера
В ноябре 1939 года принц Александр служил первым лейтенантом ВВС, войск связи, дислоцированных в Висбадене.
Как и его отец, который был видным сторонником нацистской партии, Александр Прусский также стал одним из первых приверженцев Гитлера. Принц Август втайне надеялся, что рейхсканцлер Адольф Гитлер «в один прекрасный день посадит его или его сына Александра на пустующий императорский трон». Поддержка отцом и сыном формирующейся партии нацистов вызвала сильное недовольство бывшего германского императора Вильгельма II, который призывал их обоих выйти из нацистской партии.
В 1933 году принц Александр вышел из СА и стал служить в регулярной армии Вермахта. В 1934 году репортеры в Берлине сообщали, что принц вышел из СА, потому что Гитлер выбрал 21-летнего Александра в качестве своего преемника во главе Германии. Также говорилось, что Йозеф Геббельс был против назначения принца преемником Гитлера.
В отличие от многих немецких принцев, которые стали жертвами недоверия Гитлера и были удалены со своих постов в германской армии, принц Александр Прусский был единственным Гогенцоллерном, которому разрешили оставаться на своём посту.
Принц Александр Фердинанд Прусский скончался 12 июня 1985 года в Висбадене в возрасте 72 лет.

## Брак
19 декабря 1938 года в Дрездене принц Александр Прусский женился на Ирмгарде Вейганд (1912—2001), дочери майора Фридриха Вейганда и Карлы Франциски Охейм. Она была вдовой майора ВВС Вермахта и родилась в Висбадене, где служил Александр Прусский. Этот брак был признан морганатическим, никто из его родственников принца не присутствовал на церемонии, а свидетелями выступили офицеры, товарищи принца по службе.
У супругов был один сын:
- Принц Стефан Александр Дитер Фридрих Прусский (30 сентября 1939 — 12 февраля 1993 года)[2]. 28 февраля 1964 года он женился на Хайде Шмидт (1939—2019), от брака с которой у него была одна дочь. В 1976 году супруги развелись. 19 июня 1981 года принц вторично женился на Ханнелоре Марии Шершер (род. 1952). Второй брак принца был бездетным.
  - Принцесса Стефания Виктория Луиза Прусская (род. 21 сентября 1966), муж с 1991 года танзаниец Амади Мбарака Бао (род. 1958)[3], от брака с которым у неё было четверо детей. 20 июля 1999 года они развелись.

## Титулы и стили
- 26 декабря 1912 — 19 декабря 1938 года: «Его Королевское Высочество Принц Александр Фердинанд Прусский»[2].